# Heman Hunters
Heman Hunters är en fiktiv rockgrupp i Bert-serien, bildad under namnet Dum i huvet.

## Fiktiv historia
Bandet bildades som källarband, och namnet på bandet ändrades från det tidigare namnet Dum i huvet ("Eru dum i huvet"/"Are You Dumb in the Head" i TV-serien) från 1994, sedan bandet under det förra namnet inte fick spelningar. Bandet övar oftast i källaren på det hyreshus som Bert Ljung bor i med sin familj. När Bert i Berts första betraktelser ordnar träningslokalen blir han populär hos sina kompisar, men mindre populär hos grannarna. I Berts dagbok har man även två dansare, Astrid och Gunhild.  I Berts ytterligare betraktelser, när Bert blivit kär i Emilia, menar han att eftersom hon tar sånglektioner borde bandet ha henne som körflicka men inget händer på den fronten. Tidigare i samma bok försöker Åke också spela ett instrument, och lånar en fiol, men slutar då han misslyckas med att elektrifiera den.
I Berts bekännelser försvinner flöjten, då Torleif flyttar från Öreskoga och i Bert och badbrudarna mister bandet den klassiska träningslokalen, då Bert och Åke varit på semester i Spanien i två veckor och grannarna märkt hur lugnt det då varit, och bandet börjar i stället öva i ett skyddsrum. I Berts bekymmer uppstår bråk inom bandet, men till slut blir medlemmarna sams igen. Bandet bytte senare namn till Population Station Groovy WY och slutligen till 13 kor och en spann.
I avsnittet "Den ohyggligt fule" i TV-serien från 1994 går Klas "Klimpen" Svensson med i bandet, och sparkar ut Bert. De andra skall få stryk om de låter Bert fortsätta. Bandet byter namn till "Håll häften". Berts pappa kommer då med en plan, där han talar om att de skall bilda dansband, vilket slutligen får Klimpen att lämna dem eftersom han tycker dansband var larvigt. Bert kan gå med igen, och det är då bandet antar namnet Heman Hunters i TV-serien. I avsnittet "Sådan far, sådan son" blir pappa Fredrik ung på nytt och ansluter sig till bandet. Han medverkar som "guest star" vid en TV-inspelning, sen drog han sig tillbaka. 
I tidningen FF med Bert fanns avdelningen Heman Hunters i garaget, som handlade om garage- och källarband och en bild där Lill-Erik sitter vid trummorna och säger "–Visa grannarna vem som bestämmer".

## Musik
Bert skriver de flesta sångtexterna. I Berts första betraktelser skriver Bert om en låt som heter "Take the Night", med text på svengelska, och i samma bok beskriver han en låt om sista januari med texten "Last däj, föörst maanaad" (ej utgiven på band/skiva). I Berts bekännelser skriver Åke en sång som heter "Svenska kannibaler" inför en spelning på fritidsgården i maj, men inför amerikanska utbytesstudenter men låten man framför blir Heaven and Panncake. I Berts bryderier satsar bandet på samhällskritiska texter på svenska.
Musik som givits ut i bandets namn är Bert på kassettband 1992-1993, samt Lill-Babs låt Älskade ängel, som utgavs i gemensamt namn 1994. Redan 1992 försökte man dock få bandet att komma till tals, genom kassettbandet Bugga med Bert. November-kassettbandet avslutas även med en låt vid namn Heman Hunters, som handlar om bandet  Kassettbanden anger även Heman Hunters som de som framfört musiken.
I den övningslokal som syns i TV-serien hänger en reklamaffisch för läskedrycken Lotta Cola. Samma affisch kan även ses i Ole Bramseruds kontor i scenen när Ole och Stig-Helmer byter om inför en maskerad i den tredje Sällskapsresan-filmen "SOS" samt i filmen Livet i 8 bitar då affischen syns när huvudkaraktären kliver ur en taxi.

## Medlemmar
- Bert Ljung  – trummor, senare elbas och sång
- Lill-Erik Linstett – dragspel, senare trummor
- Torleif Andersson – hi-hat, senare flöjt och synthesizer, tills han flyttar
- Nicke Danielsson – elgitarr
- Björna Zetterström – sång, hoppar sedan av bandet